# اورتورنیو
اورتورنیو (به سوئدی: Övertorneå) یک منطقهٔ مسکونی در سوئد است که در بخش اورتورنیو واقع شده‌است. اورتورنیو ۲٫۶۹ کیلومتر مربع مساحت و ۱٬۹۱۷ نفر جمعیت دارد.

## نگارخانه

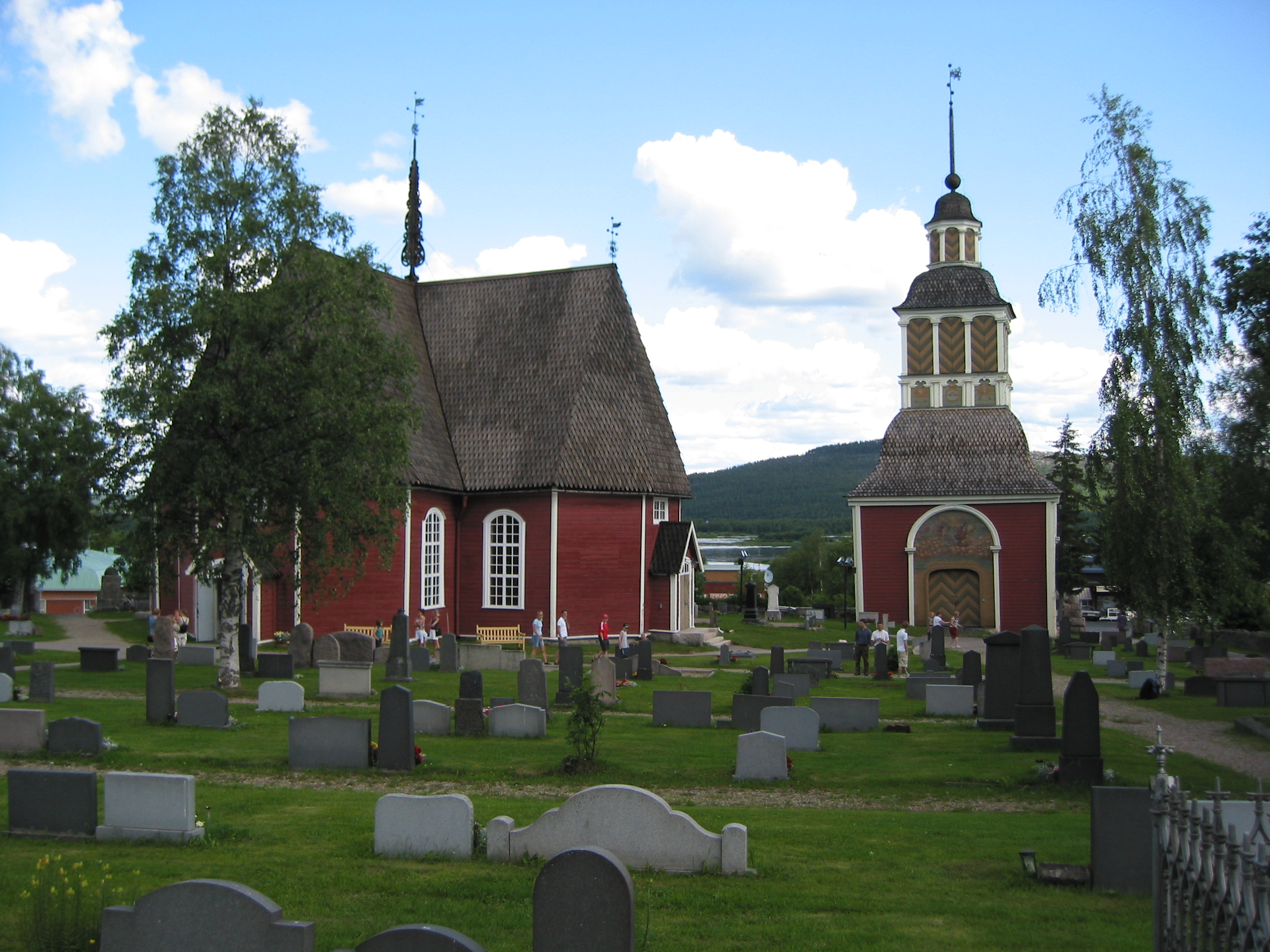
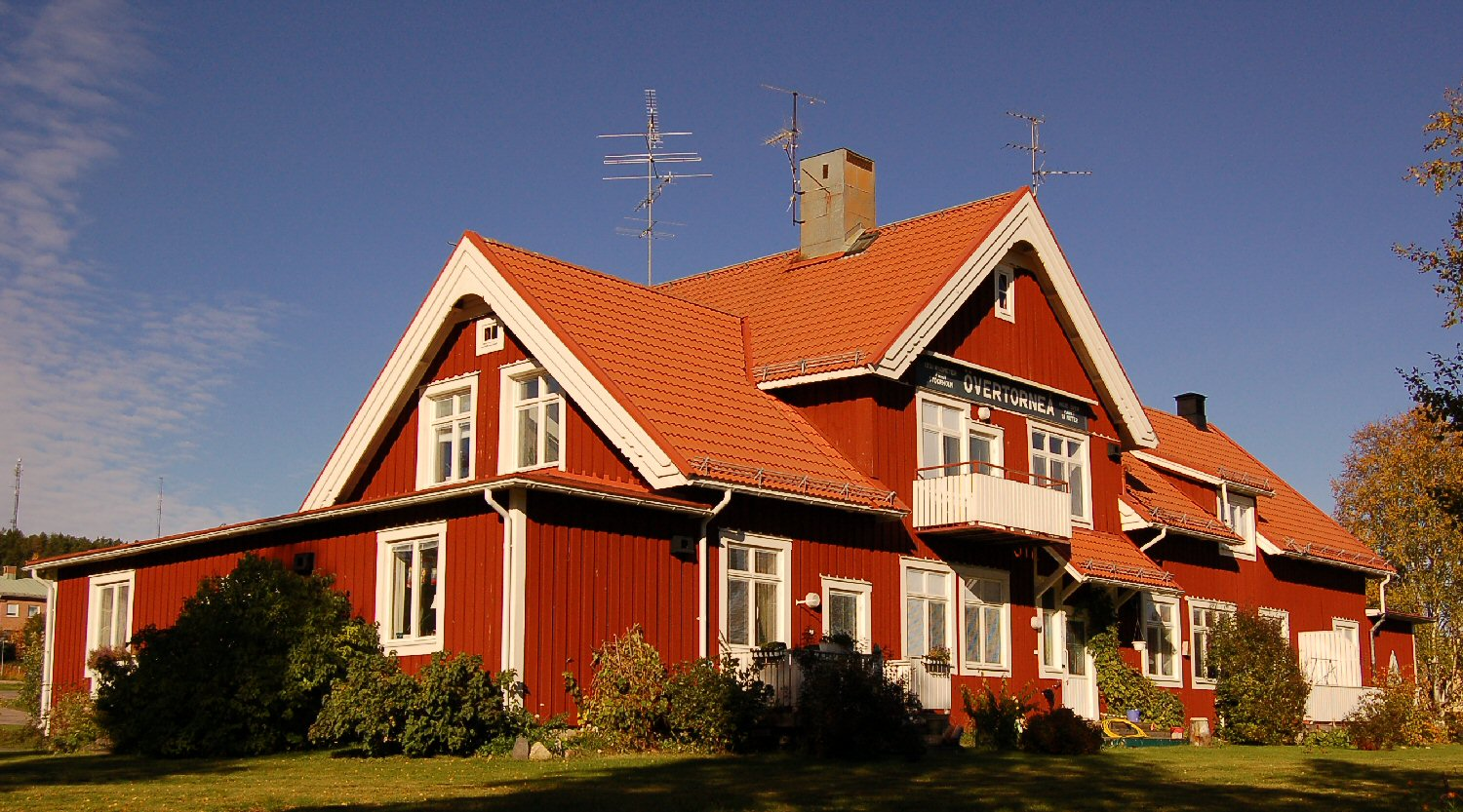
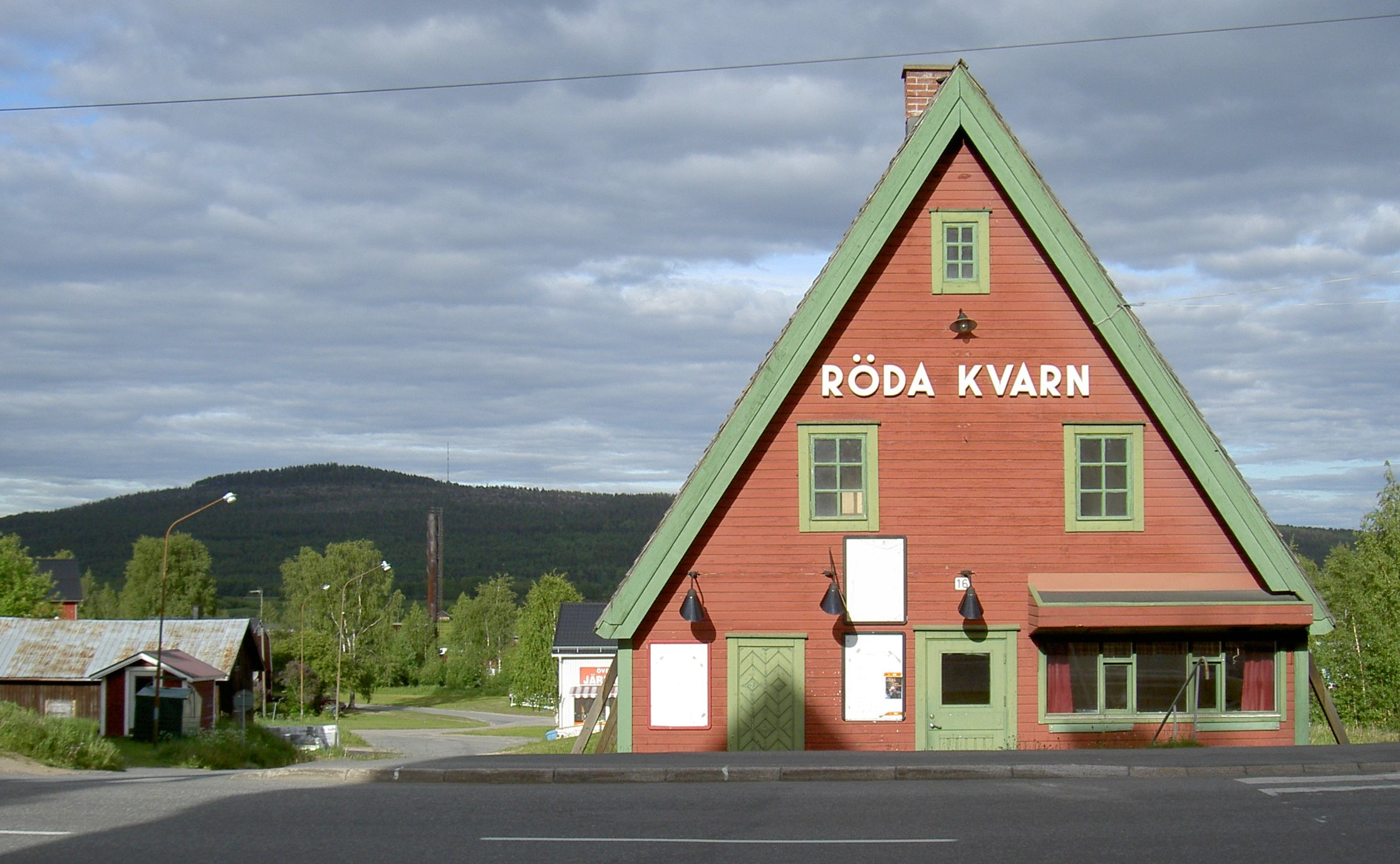
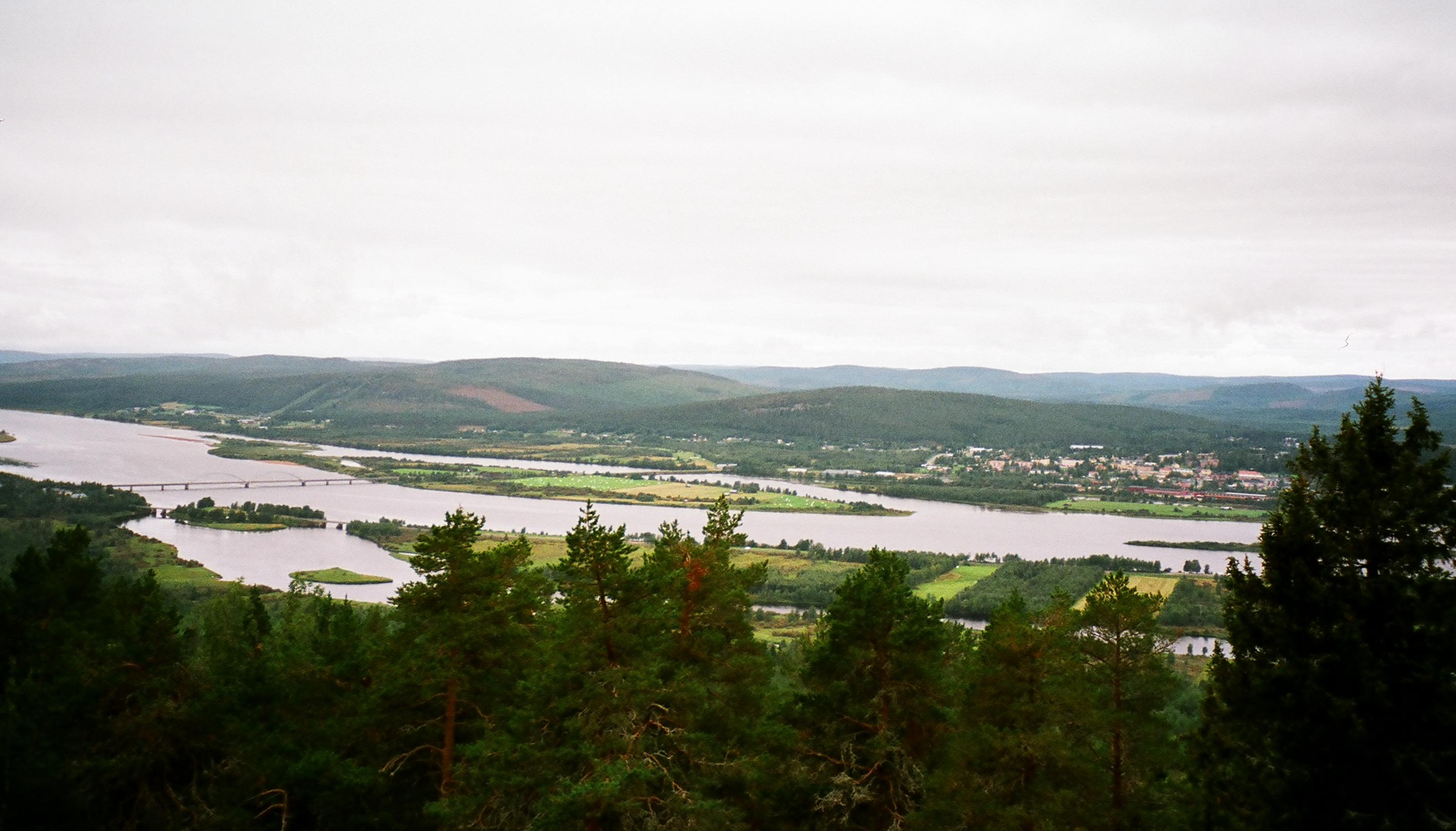